# Breakcore
Breakcore – gatunek muzyki elektronicznej posiadający elementy takich stylów jak hardcore, jungle czy industrial, a sample są przetwarzane podobną techniką co w glitch i IDM. Muzyka ta zwykle posiada bardzo wysokie tempo i skomplikowaną, nienaturalnie brzmiącą ścieżkę perkusyjną, stanowiącą podstawę utworu.

## Raggacore
Raggacore – podgatunek breakcore, wywodzący się ze stylu ragga jungle łączący cechy obu gatunków. Charakterystyczne dla niego są dancehallowe wokale i ścieżka perkusyjna typowa dla gatunku breakcore, jednak z licznymi elementami ragga jungle, jak częstym użyciem amen break i charakterystycznym basem.

## Przedstawiciele gatunku breakcore
- Renard Queenston
- Venetian Snares
- Ebola
- Igorrr
- Droon
- Shitmat
- Knifehandchop
- Duran Duran Duran
- Sickboy
- FFF
- Alec Empire
- Drumcorps
- Maladroit